# SEGES
SEGES INNOVATION P/S er en privat, uafhængig non-profit, almennyttig innovationsvirksomhed. SEGES Innovation har eksisteret i mere end 50 år og har hovedkontor i fødevareklyngens virksomhedsfællesskab Agro Food Park (en) i Skejby ved Aarhus samt afdelinger i København og Karup J. samt datterselskaberne HortiAdvice i Odense og Datalogisk på Falster.  